# ヴォルフガング・シュトレーゼマン

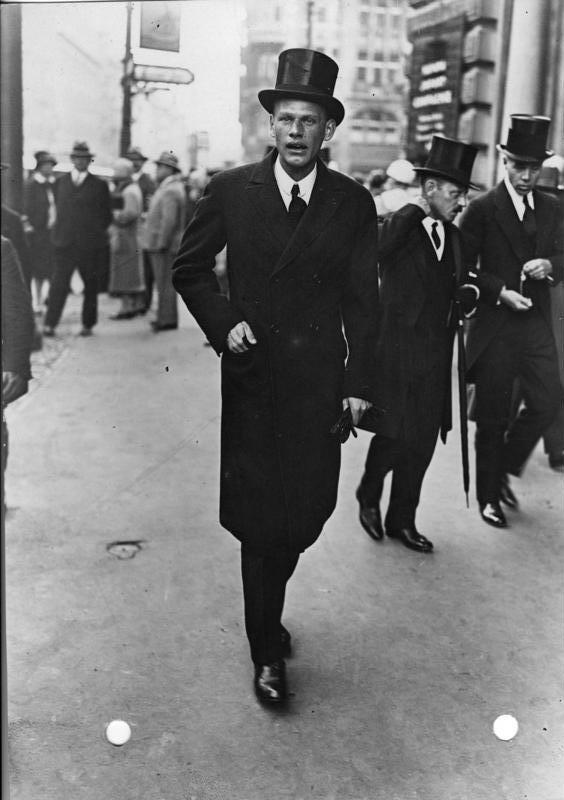
ヴォルフガング・シュトレーゼマン（1928年）

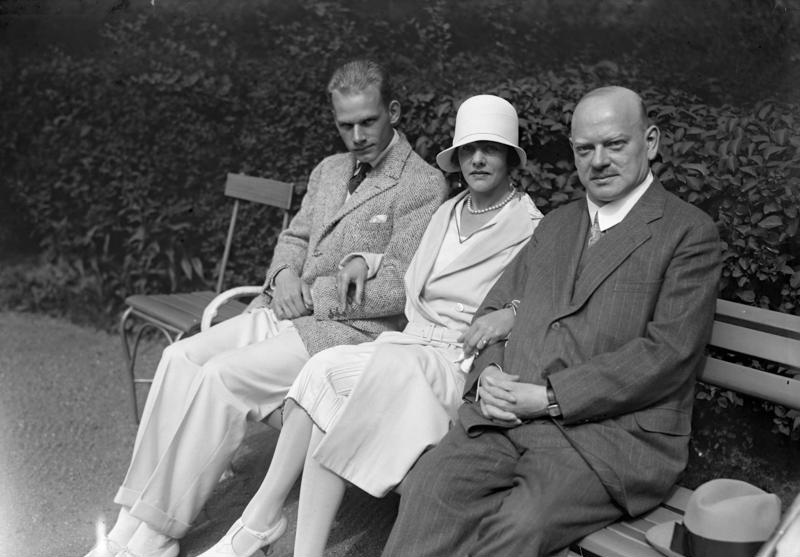
両親とともに（1920年代）

ヴォルフガング・ゲルト・シュトレーゼマン（Wolfgang Gert Stresemann、1904年7月20日 - 1998年11月6日）は、ドイツの法律家、指揮者、作曲家である。

## 若年期と教育
シュトレーゼマンは1904年7月20日にドレスデンで生まれた。父はヴァイマル共和政期の首相でノーベル平和賞受賞者のグスタフ・シュトレーゼマン、母はユダヤ系のケーテ（旧姓 クレーフェルト）である。
ベルリンで育ち、当地のギムナジウムに通い、父の後継者として政治家になるつもりで法学を学んだ。また、ジャン・パウル・エルテルから作曲を、ヴァルター・グマインドルから指揮を学んだ。1920年代にベルリンで初めて指揮をした。ハイデルベルク大学に進学し、法学博士号を取得した。

## キャリア
1929年に父が亡くなり、1933年にアドルフ・ヒトラーが政権を掌握した後は、母がユダヤ系だったために、全ての演奏や仕事の機会が奪われた。ドイツ国内でのユダヤ人に対する圧力が高まる中で、1939年にシュトレーゼマンは家族とともにアメリカに渡った。アメリカではブルーノ・ワルターの助手として働き、1949年からはオハイオ州トレドでオーケストラの主任指揮者となったほか、音楽批評も行った。
1953年、シュトレーゼマンは初めてベルリン・フィルハーモニー管弦楽団の指揮をした。1956年にドイツに帰国してベルリンに居住し、1959年までベルリン放送交響楽団の支配人を務めた。1959年から1978年までと1984年から1986年まで、ベルリン・フィルの支配人を務め、ヘルベルト・フォン・カラヤンが指揮者・音楽監督を務める同楽団の全盛期を支えた。

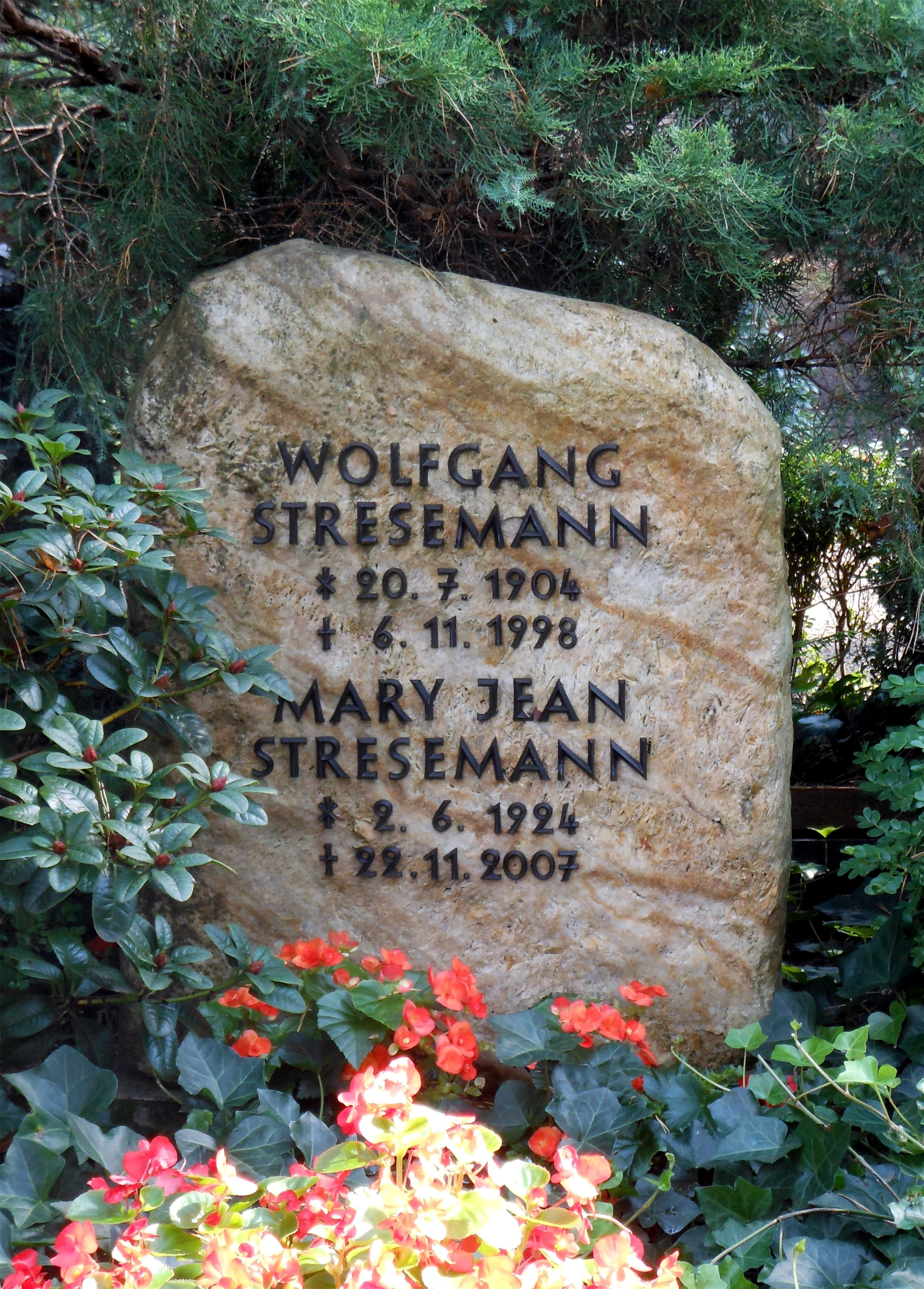
シュトレーゼマン夫妻の墓

引退後は回顧録などを執筆した。1998年11月6日にベルリンで死去した。遺体はベルリンのダーレム森林墓地に妻とともに埋葬されている。ベルリンのシュトレーゼマンの家はベルリン芸術アカデミーが管理している。

## 私生活
1953年8月18日、アメリカ人ピアニストのメアリー・ジーン・アセイ(Mary Jean Athay, 1924–2007)とミュンヘンで結婚した。
娘のクリスティーナ（1957年生まれ）は、連邦裁判所（ドイツの最高裁判所）の判事になった。

## 著書
- Die Rechtsprechung des Kartellgerichts.（カルテル裁判所の判例） Dissertation. Erlangen 1929
- Philharmonie und Philharmoniker（管弦楽団と管弦楽団員） Stapp. Berlin 1977 ISBN 3-87776-518-1
  - 英語訳: The Berlin Philharmonic from Bülow to Karajan.（ベルリン・フィルハーモニー ビューローからカラヤンまで）
  - 日本語訳: 『ベルリン・フィルハーモニー 栄光の軌跡』香川檀訳、音楽之友社、1984年
- Mein Vater, Gustav Stresemann（私の父、グスタフ・シュトレーゼマン）Herbig. München 1979 ISBN 3-7766-0974-5
- ... und abends in die Philharmonie. Erinnerungen an große Dirigenten（……そして夜には管弦楽団へ: 偉大な指揮者たちの思い出）Kristall bei Langen-Müller. München 1981 ISBN 3-607-00045-X
- „Die Zwölf“: vom Siegeszug der 12 Cellisten der Berliner Philharmoniker.（ベルリン・フィルハーモニー管弦楽団の12人のチェロ奏者の凱旋について） Atlantis-Musikbuch-Verlag. Zürich 1982 ISBN 3-7611-0652-1.
  - 2., ergänzte Auflage 1990 ISBN 3-254-00159-1
- Eine Lanze für Felix Mendelssohn（フェリックス・メンデルスゾーンに捧げる槍） Stapp. Berlin 1984 ISBN 3-87776-275-1
- Weimar, Augenzeuge deutscher Schicksalsjahre.（ワイマール ドイツの運命の年の目撃者） (Vortrag.) Robert-Bosch-Stiftung. Stuttgart 1986
- Wie konnte es geschehen? Hitlers Aufstieg in der Erinnerung eines Zeitzeugen（あれは如何にして起きたのか? 生き証人の記憶におけるヒトラーの台頭） Ullstein. Berlin, Frankfurt 1987 ISBN 3-550-07981-8
- Ein seltsamer Mann...: Erinnerungen an Herbert von Karajan.（奇妙な男: ヘルベルト・フォン・カラヤンの思い出） Ullstein. Frankfurt, Berlin 1991 ISBN 3-550-06508-6
- Zeiten und Klaenge: Ein Leben zwischen Musik und Politik（時と音: 音楽と政治の間の人生）Ullstein. Frankfurt, Berlin 1994 ISBN 3-550-07061-6

## 作曲
- 交響曲（写本） - マックス・フォン・シリングスによりベルリンで初演
- 室内楽
- Drei Lieder für Gesang und Pianoforte, op. 5.（声楽とピアノフォルテのための3つの歌曲） (Bote & Bock, 1927) [2]